# Monte de los Olivos
El monte de los Olivos (en hebreo: הַר הַזֵּיתִים‎ [Har HaZeitim]; en árabe: جبل الزيتون‎ Yabal al-Zaytun), también denominado monte Olivete, está ubicado en el valle de Cedrón, al este de Jerusalén. Según la Biblia, era el lugar donde Jesús realizaba frecuentemente sus oraciones y en el que se encontraba el día que fue arrestado. 
Es considerado uno de los lugares más sagrados de Tierra Santa[cita requerida]. Allí están ubicadas las iglesias de Getsemaní, Pater Noster y Dominus Flevit. Toma su nombre de los olivos que pueblan sus laderas. En su falda se encuentran los Jardines de Getsemaní, donde Jesús se hospedó en Jerusalén. 
Es el lugar de muchos eventos bíblicos importantes. Por ejemplo, en los Hechos de los apóstoles, se nombra como el lugar desde el que Jesús ascendió al cielo. Los soldados romanos de la Décima Legión acamparon en el monte durante el sitio a Jerusalén en el año 70 d. C., que llevó a la destrucción de la ciudad. 
En el Libro de Zacarías, el monte de los Olivos aparece identificado como el lugar desde el que Dios comenzará a redimir a los muertos al final de los tiempos. Por esta razón, los judíos siempre han intentado ser enterrados en la montaña, y desde los tiempos bíblicos hasta hoy el monte se ha usado como cementerio para los judíos de Jerusalén. Hay aproximadamente 150 000 tumbas en el monte, incluyendo las de muchas figuras famosas como Zacarías (que profetizó allí), Yad Avshalom y muchos rabinos desde el siglo XV al XX, incluyendo a Abraham Isaac Kook, el primer rabino jefe asquenazí de Israel.

## Cementerio judío

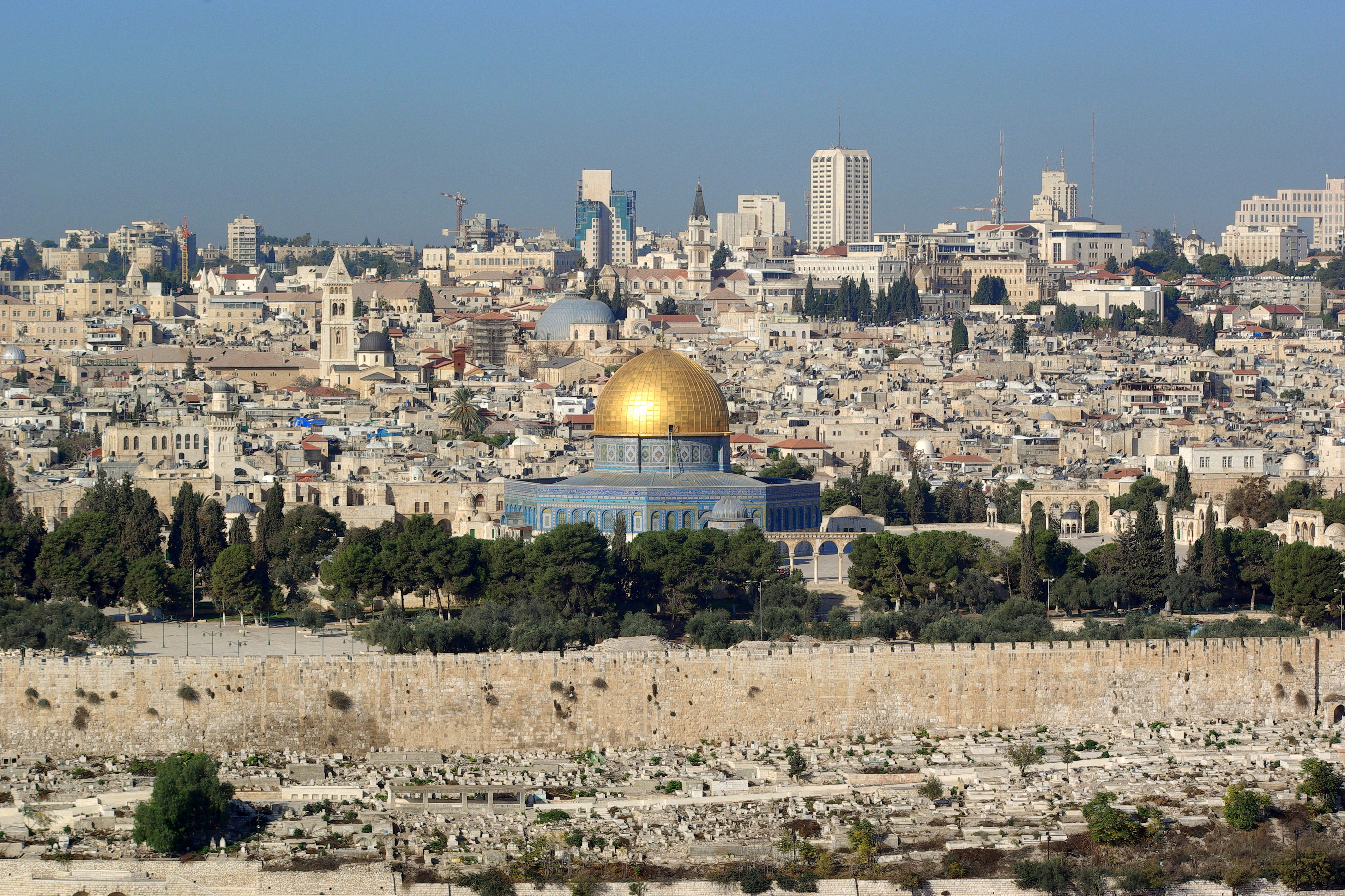
Vista panorámica de Jerusalén, desde el monte de los Olivos.

Desde los tiempos bíblicos hasta el día de hoy, los judíos han sido enterrados en el Monte de los Olivos. Se calcula que hay unas 150 000 tumbas en el Monte, incluyendo tumbas asociadas tradicionalmente con Zacarías y Avshalom. Importantes rabinos de los siglos XV al XX están enterrados allí, entre ellos Abraham Isaac Kook, el primer gran rabino de Israel asquenazí. El primer ministro de Israel Menachem Begin pidió ser enterrado en el Monte de los Olivos en lugar del Monte Herzl.

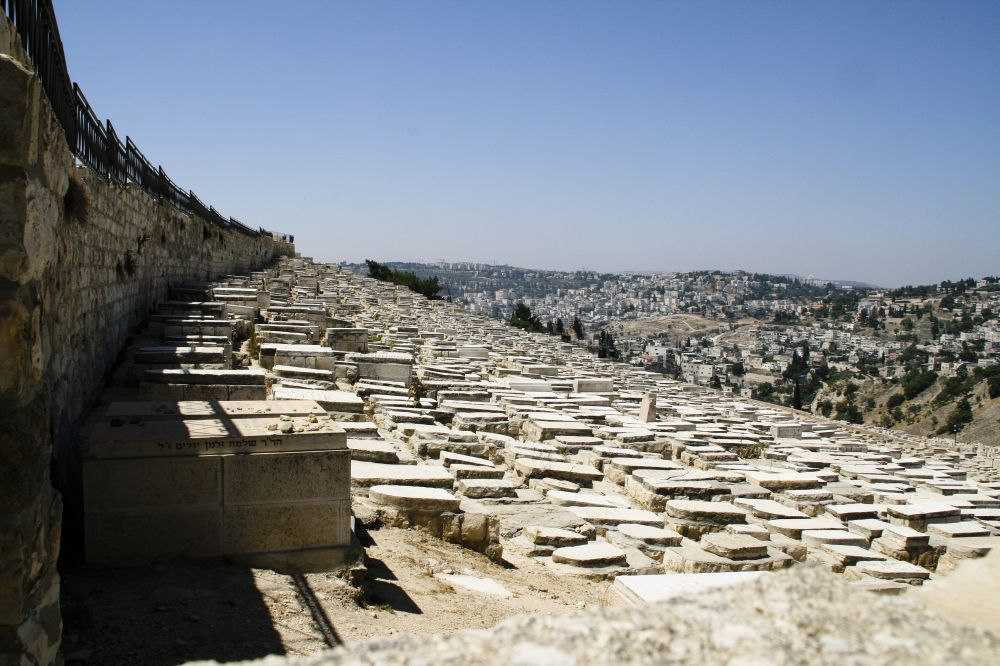
El cementerio judío.

El monte sufrió graves daños cuando fue ocupado por Jordania entre la guerra árabe-israelí de 1948 y 1967, cuando cerca de 50 000 lápidas del antiguo cementerio judío del Monte de los Olivos fueron retiradas y utilizadas para la construcción, así como para levantar letrinas, incluyendo lápidas de más de mil años de antigüedad. En algunos sectores del camposanto se instalaron estacionamientos y estaciones de servicio. A partir de la reunificación de la ciudad, después de la guerra de los Seis Días en 1967, los israelíes repatriaron laboriosamente tantas lápidas como les fue posible, garantizando la libertad de culto y el respeto a los lugares sagrados de todas las religiones. El moderno vecindario de A-Tur se encuentra en la cumbre de la montaña.

### Tumbas notables
- Abraham Isaac Kook (1864-1935); rabino asquenazí
- Aryeh Kaplan (1934-1983);
- Avigdor Miller (1908-2001);
- Ben Ish Chai (1832-1909);
- Chaim ibn Attar (1696-1743);
- Eliezer Ben-Yehuda (1858-1922); responsable principal de la resurrección de la lengua hebrea.
- Eliyahu Asheri (1988-2006); estudiante israelí secuestrado y asesinado por los palestinos[5]
- Haim Moussa Douek (1905-1974); último rabino de Egipto[6]
- Immanuel Jakobovits (1921-1999);
- Meir ben Judah Leib Poppers (1624-1662);
- Meir Feinstein (1927-1947); Olei Hagardom
- Menahem Begin (1913-1992); primer ministro de Israel
- Ephraim Urbach,
- Moshe Biderman (1776-1851);
- Moshe Halberstam (1932-2006);
- Moshe ben Nahman Gerondi - también llamado 'Ramban'/'Nahmanides' (1194-1270); rabino catalán[5]
- Pesach Stein (1918-2002);
- Princesa Alicia de Battenberg (1885-1969); madre del príncipe Felipe, duque de Edimburgo
- Robert Maxwell (1923-1991);
- Shaul Yedidya Elazar Taub (1886-1947);
- Shlomo Goren (1917-1994);
- Shmuel Yosef Agnón (1888-1970); primer escritor en hebreo, Premio Nobel de literatura[5]
- Shmuel Salant (1816-1909);
- Uri Zvi Greenberg (1896-1981);
- Yechezkel Sarna (1890-1969);
- Yechiel Yehoshua Rabinowicz (1900-1981);
- Yisrael Eldad (1910-1996);
- Yitzchok Yaakov Weiss (1902-1989);
- Yosef Chaim Sonnenfeld (1849-1932);
- Zundel Salant (1786-1866);
- Shlomo Moussaieff (1852-1922);
- Zvi Yehuda Kook (1891-1982);
- Gavriel Holtzberg (1979-2008);
- Rivka Holtzberg (1980-2008).

## Galería

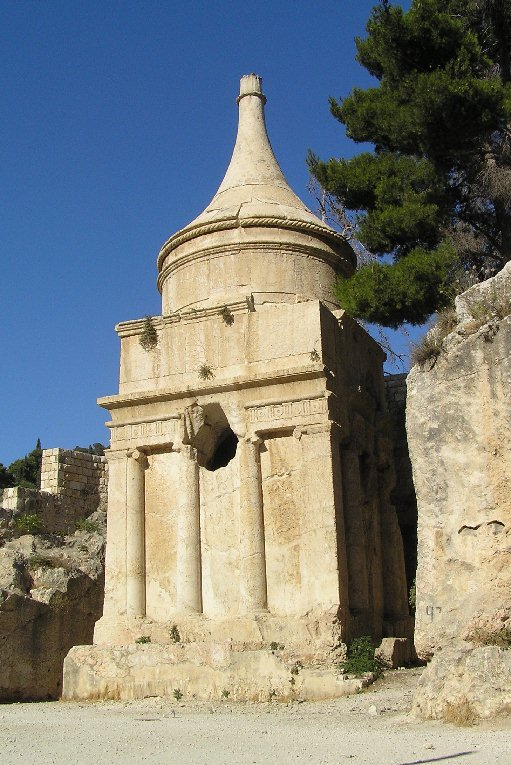
Yad Avshalom
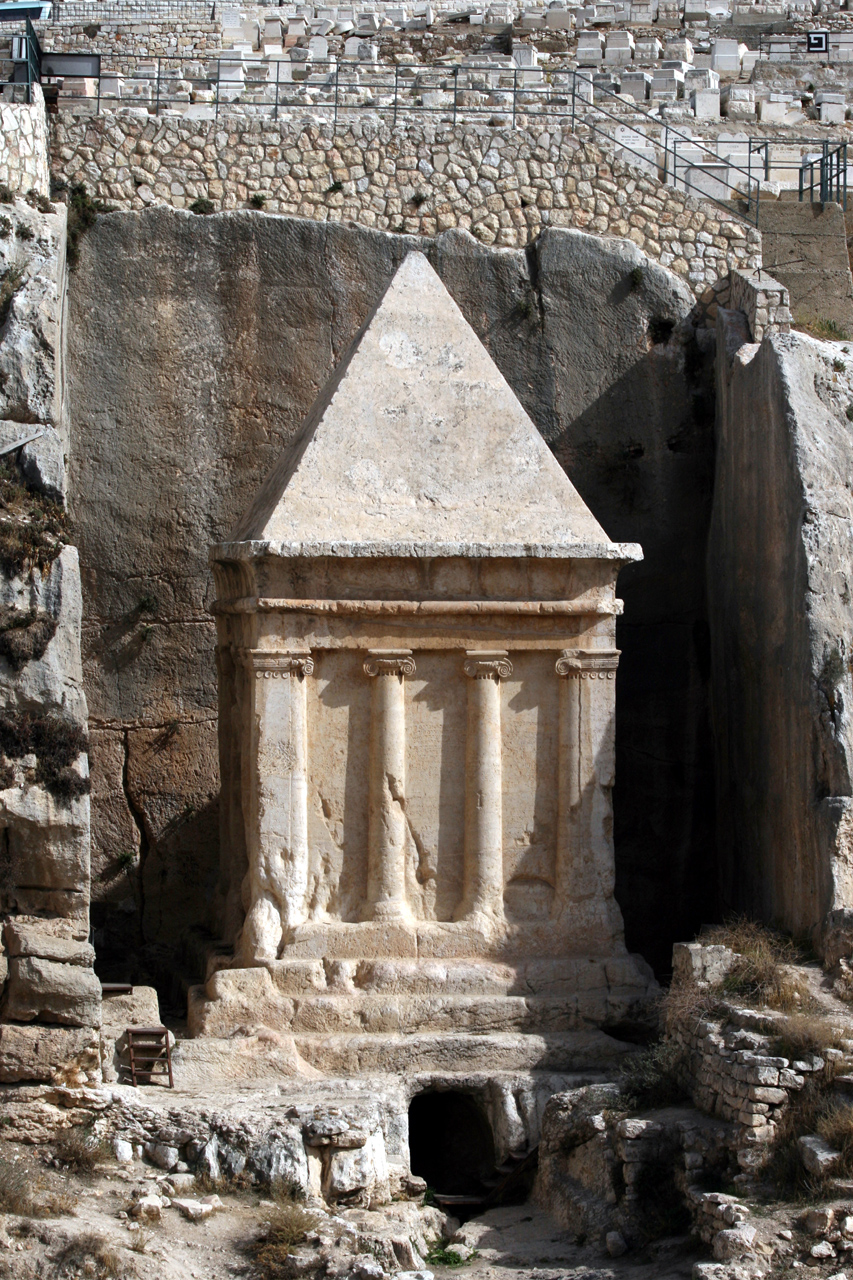
La Tumba de Zacarías
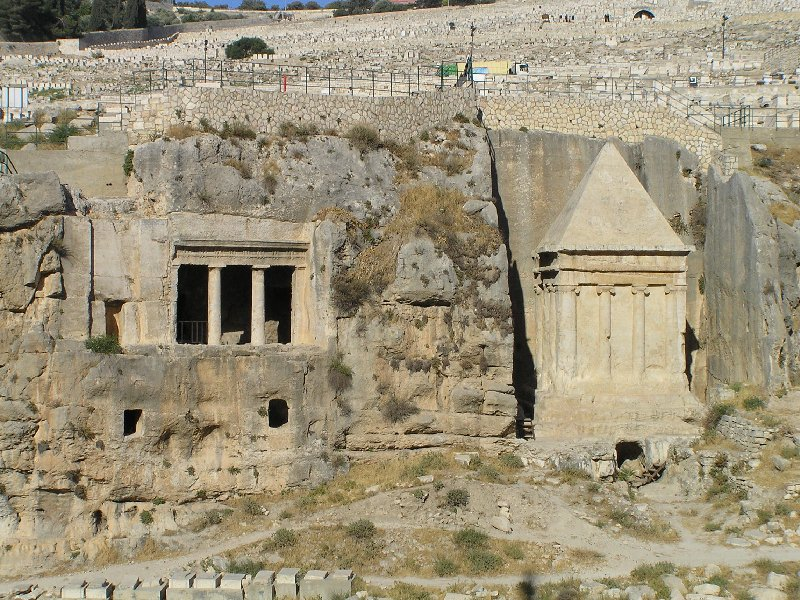
La Tumba de Benei Hezir
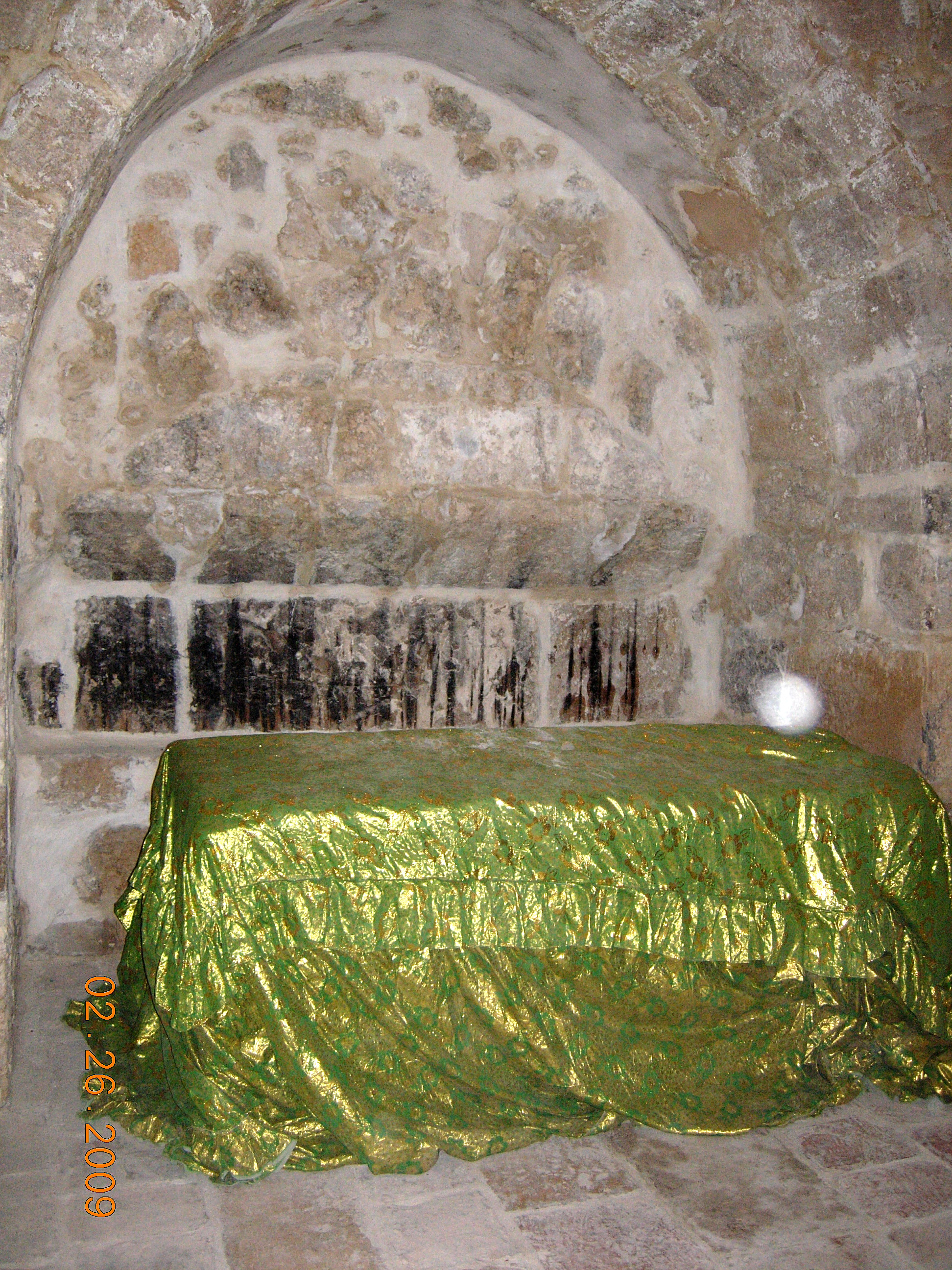
La Tumba de Hulda
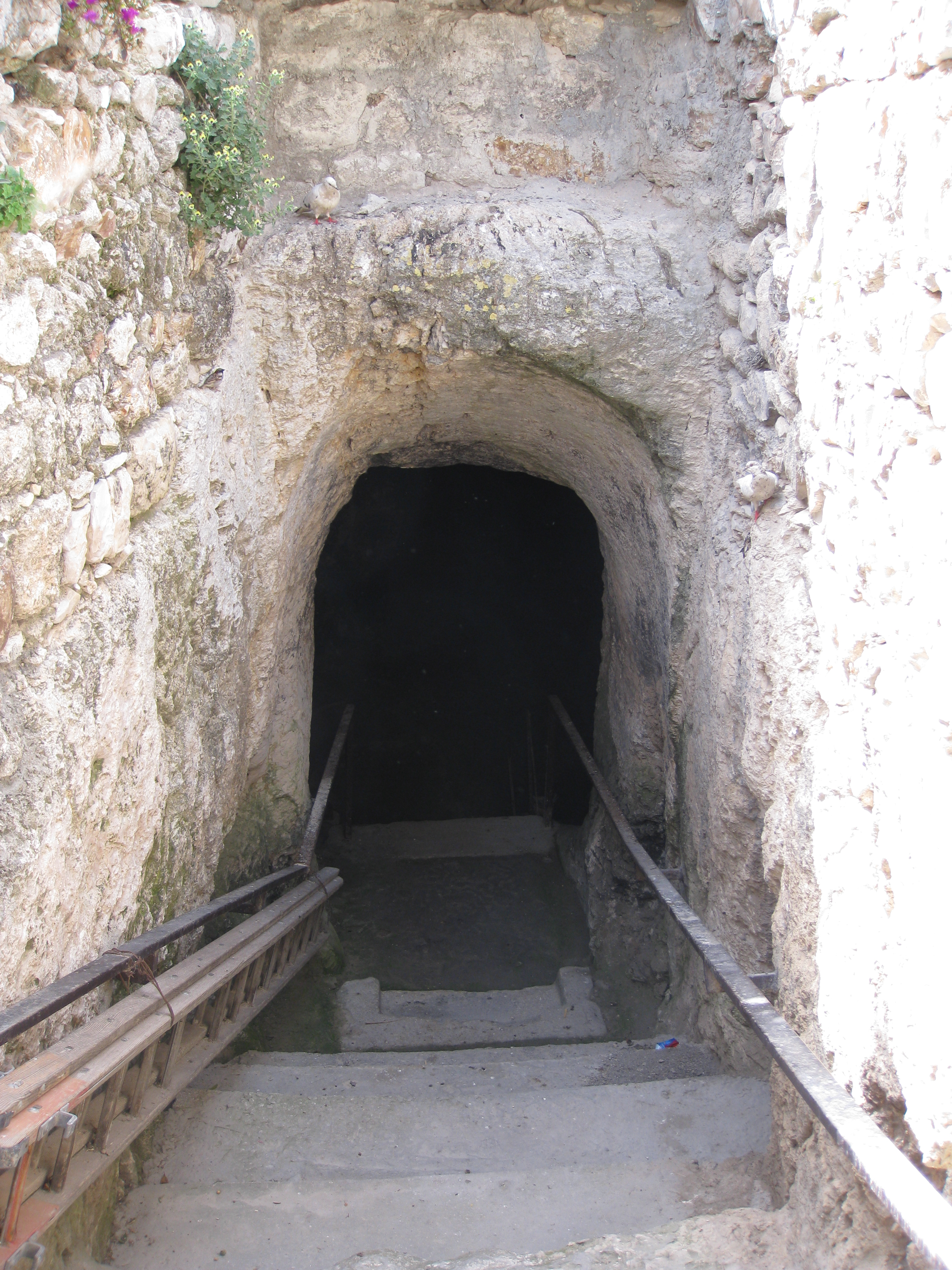
Tumba de los profetas Hageo, Zacarías y Malaquías
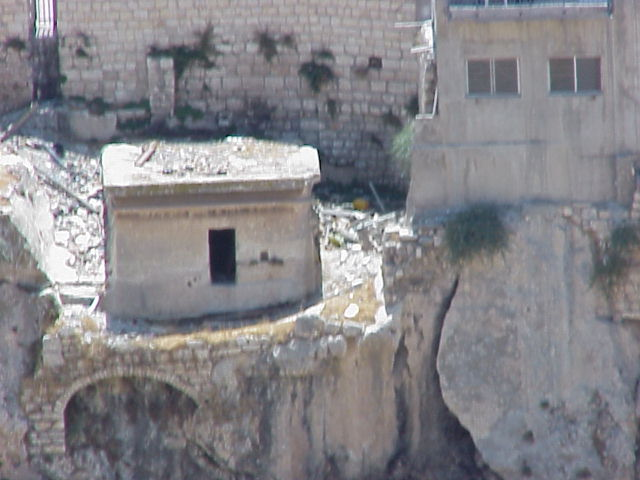
Tumba de la Hija del Faraón
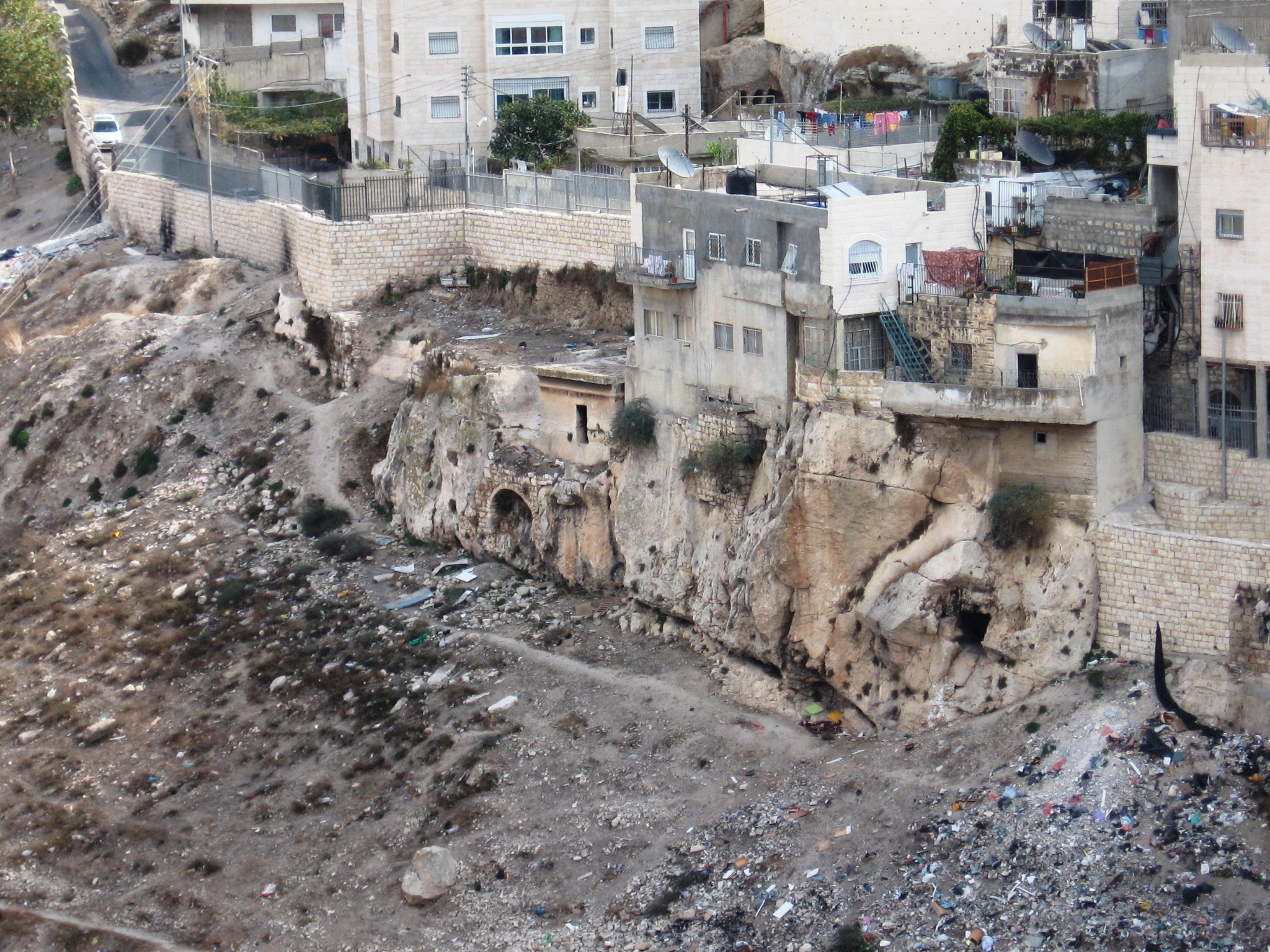
Cedrón del Valle necrópolis
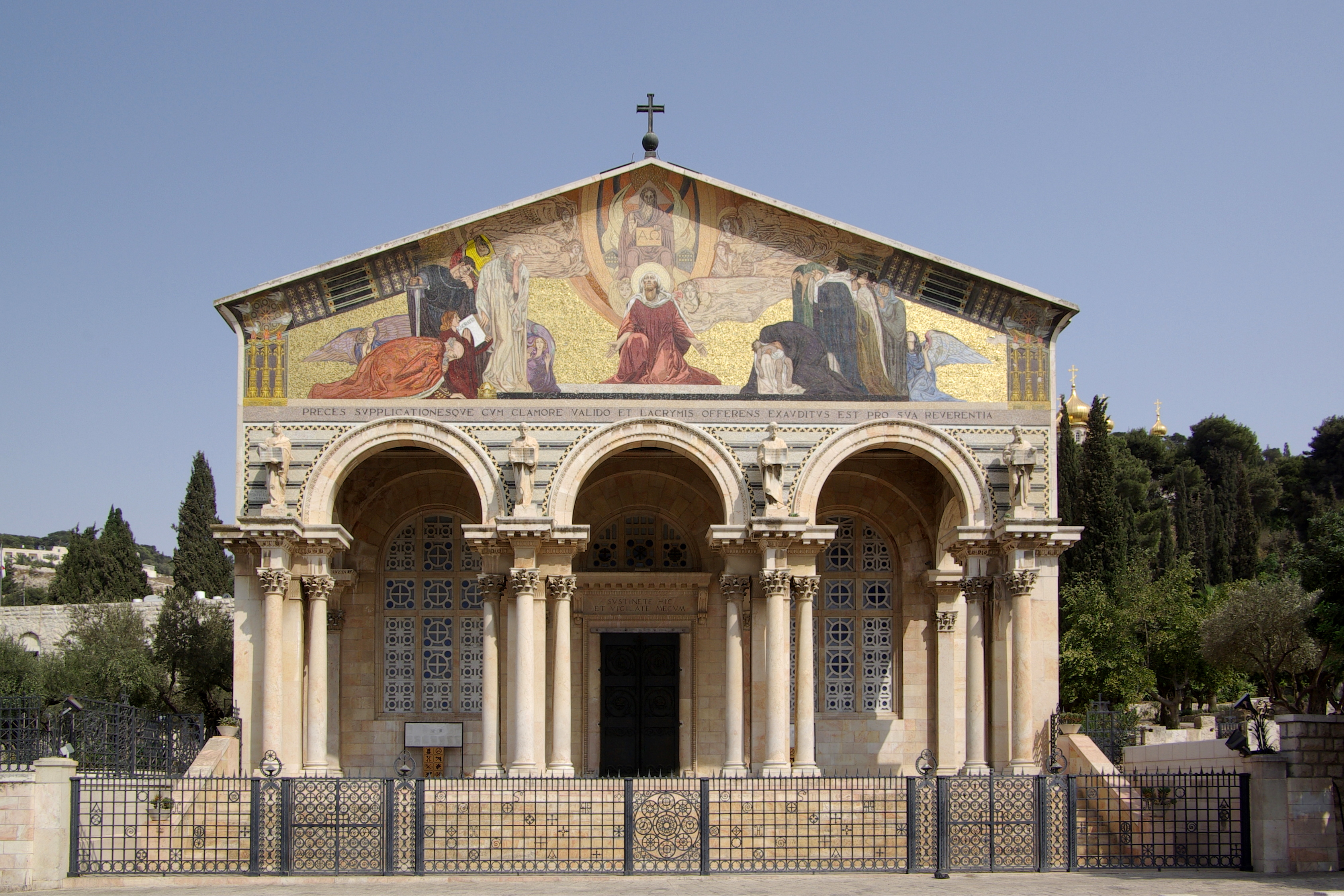
Basílica de las Naciones
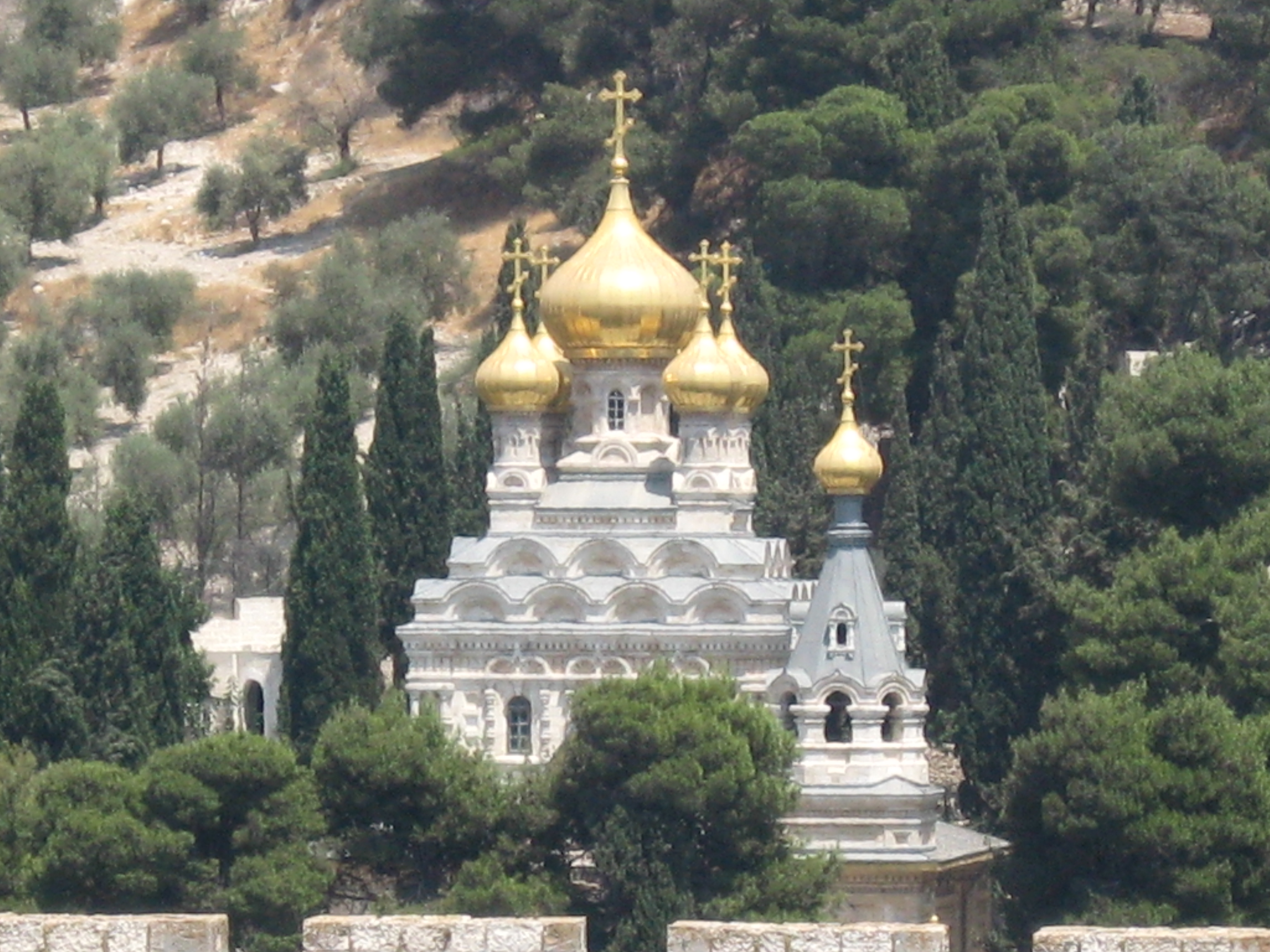
Iglesia ortodoxa rusa de Santa María Magdalena
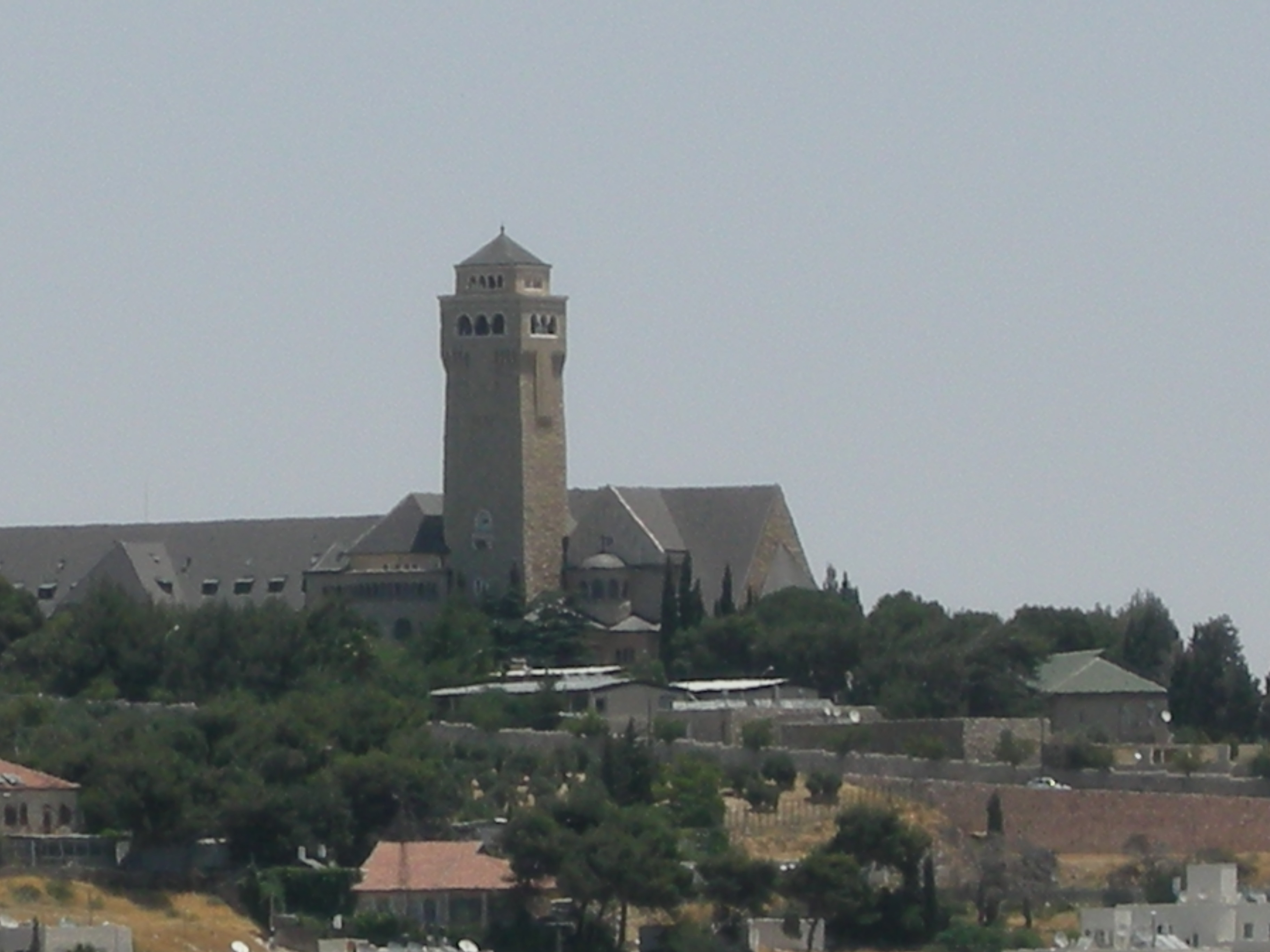
Hospital Augusta Victoria
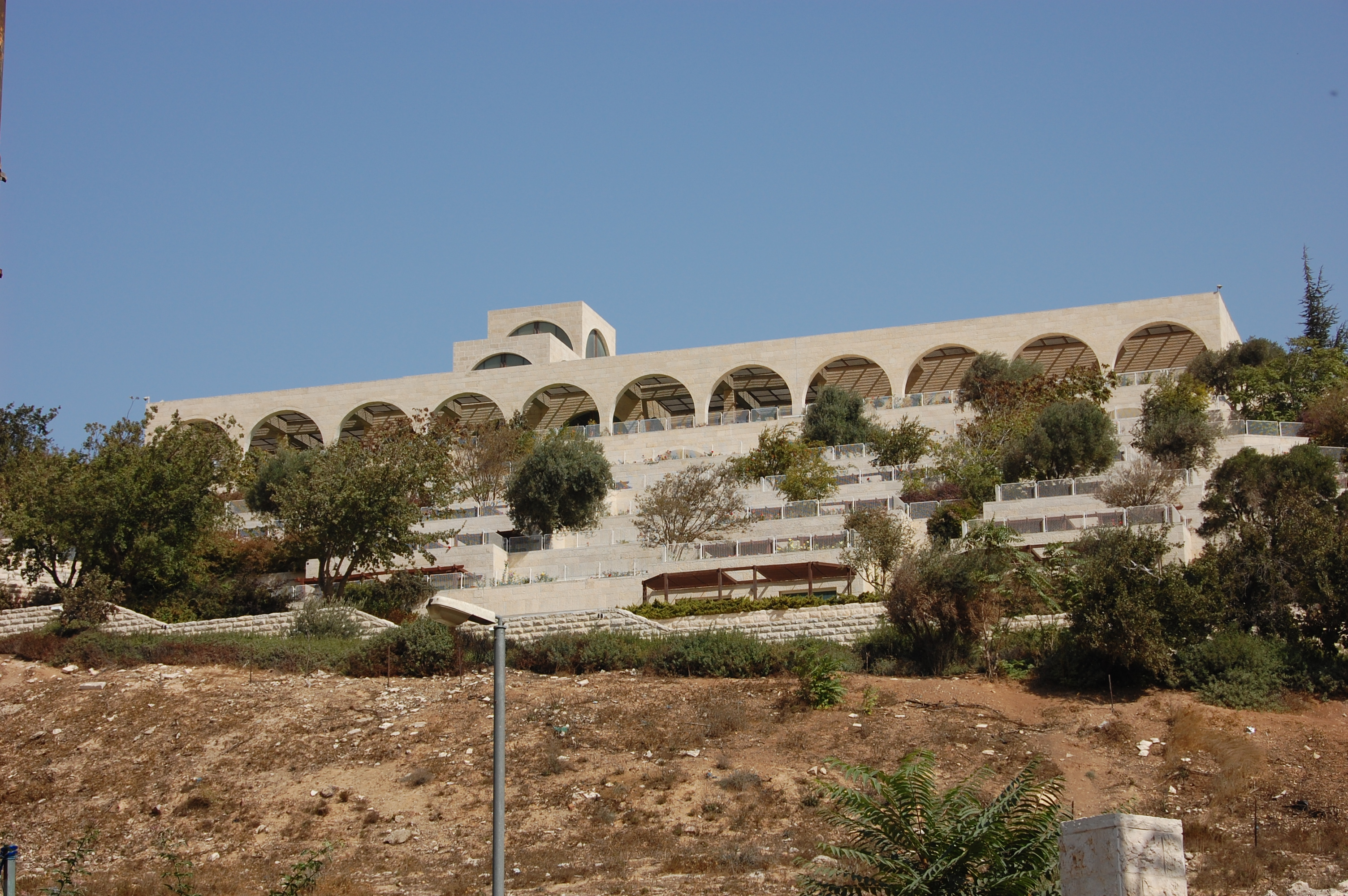
Brigham Young University Jerusalem Center (Centro de estudios y conciertos de música)
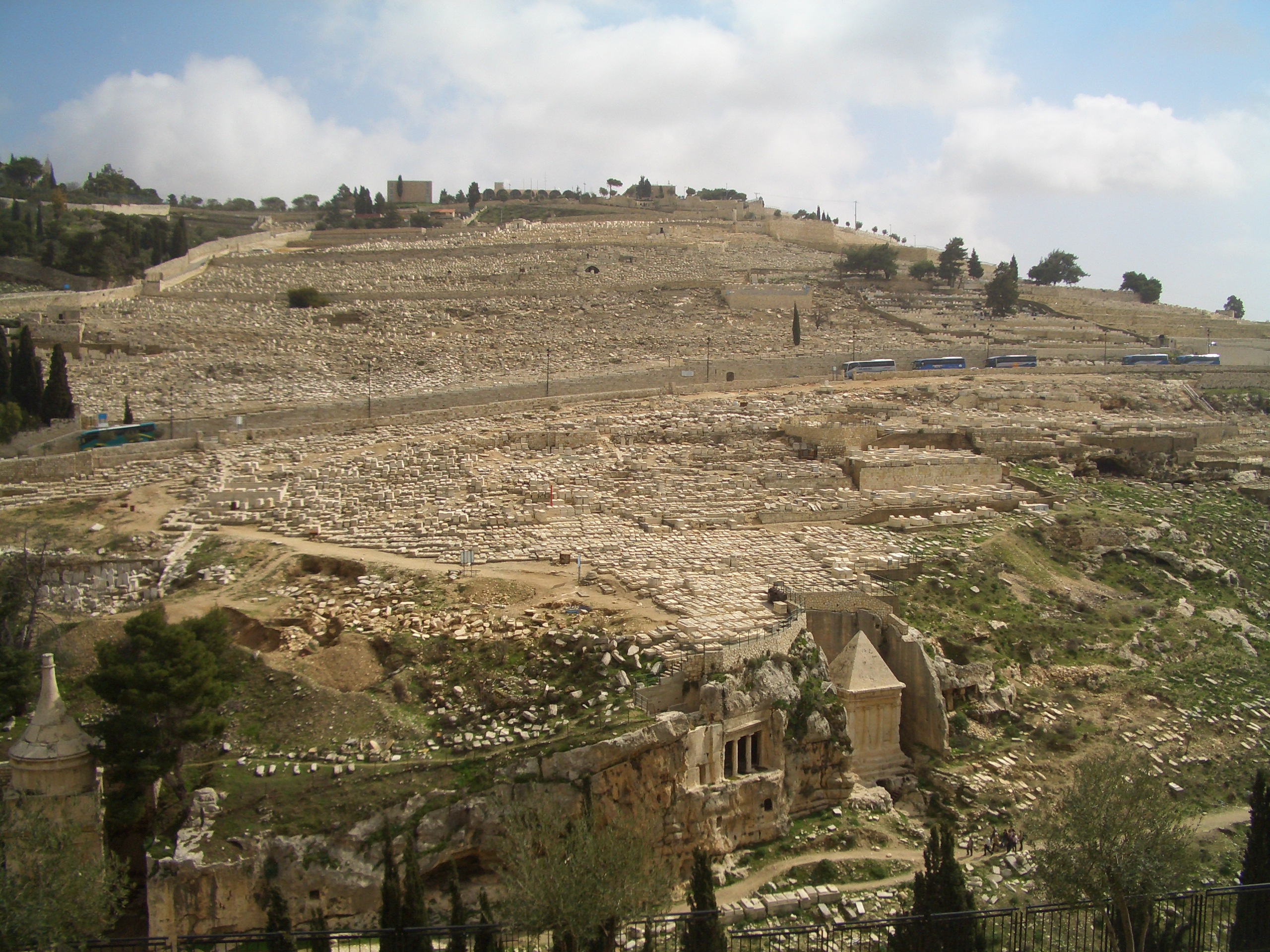
Cementerio judío del Monte de los Olivos

## Edificaciones y monumentos
- Iglesia del Dominus Flevit
- Cementerio judío del Monte de los Olivos